# Diego Pini
Diego Pini (Ponte in Valtellina, 10 maggio 1946 – Sondrio, 1º settembre 2014) è stato un dirigente sportivo italiano.
Nel 2014 è stato inserito fra i membri dell'Italia Basket Hall of Fame.

## Biografia
Considerato uno tra i più importanti organizzatori di eventi cestistici in Italia, è stato per 40 anni general manager della società Sportiva Basket Sondrio. Dirigente sportivo ha avuto una lunghissima carriera nella stessa società anche come allenatore, sia del settore giovanile che delle squadre senior, maschile e femminile. Innumerevoli i titoli giovanili vinti, dallo zonale al regionale. In particolare nel 1993 ha guidato la squadra Juniores (annate 1973/1974/1975) al titolo di vice campione d'Italia Juniores B nelle finali di Santeramo in Colle. Nel 1994 la stessa squadra, guidata sempre da Diego Pini (annate 1974/1975) si è piazzata quinta nelle finali nazionali di Cecina (Juniores B, escluse le società di serie A). 
Nel corso della sua carriera ha dato vita a numerosi tornei dedicati al basket giovanile, e per oltre 30 anni ha dato vita al "Valtellina Basket Circuit" la più importante Summer League di basket in Europa. In Valtellina le squadre disputano amichevoli precampionato e si allenano in preparazione della stagione agonistica. Michael Jordan è stato il protagonista indiscusso del circuito in ben due occasioni, nel 1985 e 1990.
Nel 2011 è stato insignito della Stella al merito sportivo del Comitato olimpico nazionale italiano.